# Constituția din decembrie
Constituția din decembrie (în germană Dezemberverfassung) este o denumire generică a celor cinci legi de bază (Staatsgrundgesetze) și a Legii delegației (Delegationsgesetz), care au fost aprobate de Împăratul Austriei, Francisc Iosif I, în 21 decembrie 1867 și care au intrat imediat în vigoare. Constituția din decembrie a avut validitate doar în țările cisleithanice ale Dublei Monarhii, până la prăbușirea din octombrie/noiembrie 1918. Conform Compromisului austro-ungar din iunie 1867, Legea delegației a fost stabilită și publicată cu același conținut în limba maghiară în Regatul Ungariei; în afară de aceasta, constituția din Transleithania se deosebea în mod considerabil de cele cinci legi de bază din Cisleithania.

## Legea reprezentării
Legea constituțională a reprezentării (în germană Grundgesetz über die Reichsvertretung) a fost singura parte a Constituției din decembrie care nu era întru totul nouă, ci aducea unele modificări esențiale Patentei din februarie 1861.
- Țările Coroanei maghiare ies de sub competența Consiliului Imperial.
- Se introduce un control al Consiliului Imperial asupra guvernului în special prin consolidarea dreptului de interpelare.
- Întru protejarea parlamentarilor de atacurile guvernului, imunitatea acestora, deja legiferată din 1861, este introdusă în constituție.

Numărul membrilor Camerei reprezentanților a crescut în mai multe etape iar modul de alegere al acestora s-a schimbat cu timpul în cadrul procesului de democratizare a Cisleithaniei. În 2 aprilie 1873 numărul lor în Consiliul Imperial a crescut de la 203 la 353, în 14 iunie 1896 la 425 și în 21 ianuarie 1907 la 516 de reprezentanți. La alegerile din 1907 s-a introdus votul universal, egal, secret și direct pentru bărbați.

## Legea drepturilor cetățenești
Legea constituțională a drepturilor cetățenești (în germană Staatsgrundgesetz über die allgemeinen Rechte der Staatsbürger für die im Reichsrathe vertretenen Königreiche und Länder), concepută pe modelul Constituției din martie 1849, a fost singura lege a Constituției din decembrie preluată în bună parte de constituțiile austriece ulterioare. Cuprindea următoarele articole:
- Art. 1: cetățenie austriacă pentru toți locuitorii Cisleithaniei (nu mai e în vigoare)
- Art. 2: egalitate în fața legii
- Art. 3: egalitate de șanse în ocuparea unei funcții publice pentru toți cetățenii Cisleithaniei
- Art. 4: libertate de mișcare a persoanelor
- Art. 5: inviolabilitatea proprietății
- Art. 6: libertate de staționare
- Art. 7: desființarea oricărei forme de oprimare feudală (iobăgia fusese desființată în 1848)
- Art. 8: libertatea persoanei („Habeas Corpus”)
- Art. 9: inviolabilitatea locuinței
- Art. 10: inviolabilitatea corespondenței
- Art. 11: dreptul la petiție
- Art. 12: libertate de asociere și de adunare
- Art. 13: libertatea presei
- Art. 14: libertate religioasă
- Art. 15: libertate de practică religioasă în public pentru religiile recunoscute prin lege
- Art. 16: libertate de practică religioasă în privat pentru credincioșii altor religii
- Art. 17: libertatea științei și cercetării
- Art. 18: libertatea alegerii profesiei
- Art. 19: egalitatea limbilor
- Art. 20: permisiunea de a suprima temporar și local articolele 8, 9, 10, 12 și 13 potrivit unei legi speciale (emise în 5 mai 1869)[3] (nu mai e în vigoare)

## Legea pentru instituirea unei Curți Imperiale de Justiție
Legea constituțională pentru instituirea unei Curți Imperiale de Justiție (în germană Staatsgrundgesetz über die Einsetzung eines Reichsgerichts) a apărut la inițiativa Comitetului constituției. Modelele ei au fost variate, constând pe de o parte în planurile pentru o Curte Imperială de Justiție prezente în Constituției din martie 1849, iar pe de altă parte într-o reglementare niciodată activată a Patentei din februarie potrivit căreia Consiliul de stat (desființat în 1868) trebuia să poată decide și asupra conflictelor de competență și a aspectelor disputate ale dreptului public.
Curtea Imperială de Justiție a dreptului public și-a început activitatea în 1869 și a existat până în 1918. Curtea își avea sediul în Viena.

## Legea puterii judecătorești
Legea constituțională asupra puterii judecătorești (în germană Staatsgrundgesetz über die richterliche Gewalt) a apărut la inițiativa Comitetului constituției. Garanta, printre altele, independența justiției, separarea judiciarului de executiv, revenirea la principiul acuzării în cadrul procedurii penale (acuzarea, sentința etc. se pot face doar pe cale instituțională prin avocați, curte etc.), reintroducerea juriului pentru procesele politice sau de presă și — noutate esențială, dar neremarcată în epocă — instituirea Curții administrative. Intrarea în activitate a Curții administrative s-a produs însă abia la 2 iulie 1876.

## Legea practicii puterii guvernamentale și penale
Legea constituțională asupra practicii puterii guvernamentale și penale (în germană Staatsgrundgesetz über die Ausübung der Regierungs- und Vollzugsgewalt) a apărut tot la inițiativa Comitetului constituției și a fost un pandant al Legii puterii judecătorești, având în vedere că reglementa puterea executivă. Statua neresponsabilitatea monarhului și responsabilitatea miniștrilor. Monarhul rămânea conducătorul suprem al forțelor armate; dreptul de emitere a decretelor de către miniștri a fost reglementat.

## Legea delegației
Inoficial numită „Legea delegației” (acest titlu nu apare în Foaia legilor imperiale), Legea despre afacerile comune ale tuturor țărilor monarhiei austriece și despre metoda abordării lor (în germană Gesetz über die allen Ländern der österreichischen Monarchie gemeinsamen Angelegenheiten und die Art ihrer Behandlung) este una dintre cele patru propuneri legislative ale guvernului de la Viena ajunse spre dezbatere în Consiliul Imperial în iunie 1867 și era pandantul austriac al articolului XII/1867 din noua constituție a Ungariei, articol care trata despre compromisul austro-ungar. Numele scurt și inoficial al legii este datorat faptului că legislația în privința afacerilor comune ale monarhiei urma să se facă prin intermediul unor întruniri anuale paralele ale delegațiilor Consiliului Imperial și Dietei Ungariei; compromisul financiar era realizat de două delegații mai mici care se întruneau din zece în zece ani pentru a negocia procentele cu care Cisleithania și Transleithania participau la bugetul celor trei ministere comune imperiale și regale.
Fiecare dintre cele două delegații cuprindea 60 de membri din care o treime făceau parte din Camera Domnilor, respectiv din Camera magnaților și două treimi din Camera Reprezentanților Cisleithaniei, respectiv a Transleithaniei. Proiectele de lege (în privința acordului financiar) cu care cele două delegații trebuiau să aibă de-a face aveau la bază, în fiecare din cele două state, criterii eminamente politice — ceea ce era inevitabil având în vedere că nu existau dezbateri între cele două delegații: acestea se întruneau de regulă concomitent, dar separat, într-una din cele două capitale. Acordurile se realizau dacă proiecte identice câștigau majoritatea în fiecare delegație, independent de cealaltă.
Dacă se adeverea că, în ciuda mai multor încercări, scopul nu era atins, potrivit § 31 al Legii delegației fiecare dintre cele două delegați putea convoca o ședință plenară a ambelor, lucru menționat și de § 15 al legii; cealaltă delegație nu putea refuza participarea. În acest caz, aveau drept de vot un număr egal de membri din cele două delegații, chiar dacă într-una dintre ele erau prezenți mai mulți membri decât în cealaltă. În această situație, voturile pro și contra erau numărate împreună, nu erau separate pe delegații. Cum în viziunea părții austriece ședințele comune simbolizau ideea de imperiu unitar, ceea ce nu corespundea viziunii maghiarilor, partea maghiară a evitat în mod riguros să se ajungă la ședințe comune.
Potrivit  § 1 al legii, afaceri comune erau exclusiv:
- a) afacerile externe
- b) forțele armate, exemplificate perfect de marina militară, însă cu excepția, printre altele, a problematicii recrutării
- c) finanțarea punctelor a) și b).

În conformitate cu aceste puncte, au fost create ministere comune pentru externe și pentru război, precum și un minister al finanțelor comune. Ministerul de război k.u.k. era responsabil doar pentru Armata Comună și pentru Marina Militară, dar nu pentru cele două forțe de apărare separate ale Cisleithaniei și Transleithaniei (k.k. Landwehr, respectiv Honvéd).
Mai departe, potrivit § 2 al legii, anumite domenii nu erau administrate în comun, însă în ambele parlamente — nu și în delegații — erau tratate pe baza unor legi identice, iar deciziile erau luate în mod corespunzător (afaceri dualiste):
- a) comerțul (în special legislația vamală)
- b) taxele indirecte din producția industrială
- c) politica monetară
- d) posesia rețelelor feroviare care se potrivesc intereselor ambelor state
- e) stabilirea sistemului de apărare